# Brniševo
Brniševo (izvirno srbsko Брнишево) je naselje v Srbiji, ki upravno spada pod Občino Tutin; slednja pa je del Raškega upravnega okraja.

## Demografija
V naselju, katerega izvirno (srbsko-cirilično) ime je Брнишево, živi 70 polnoletnih prebivalcev, pri čemer je njihova povprečna starost 34,8 let (37,1 pri moških in 32,4 pri ženskah). Naselje ima 16 gospodinjstev, pri čemer je povprečno število članov na gospodinjstvo 5,50.
To naselje je popolnoma bošnjaško (glede na rezultate popisa iz leta 2002).
|  |

| Demografija | Demografija     | Demografija     |
| Leto        | Št. prebivalcev | Št. prebivalcev |
| ----------- | --------------- | --------------- |
|             |                 |                 |
|             |                 |                 |
|             |                 |                 |
|             |                 |                 |
| 1948        | 148             |                 |
| 1953        | 159             |                 |
| 1961        | 165             |                 |
| 1971        | 171             |                 |
| 1981        | 176             |                 |
| 1991        | 143             | 142             |
| 2002        | 93              | 88              |
|             |                 |                 |

| Etnična sestava po popisu iz leta 2002 | Etnična sestava po popisu iz leta 2002 | Etnična sestava po popisu iz leta 2002 | Etnična sestava po popisu iz leta 2002 | Etnična sestava po popisu iz leta 2002 |
| -------------------------------------- | -------------------------------------- | -------------------------------------- | -------------------------------------- | -------------------------------------- |
| Bošnjaki                               | Bošnjaki                               |                                        | 88                                     | 100,0%                                 |
| Neznano                                | Neznano                                |                                        | 0                                      | 0,0%                                   |